# Stromberger Pflaume
Die Stromberger Pflaume ist eine kleine, mittelspäte Zwetschgensorte. Ihr wurde durch die EU im November 2013 der Status einer Geschützten Ursprungsbezeichnung erteilt.  Das Herkunftsgebiet umfasst den Ortsteil Stromberg der Stadt Oelde zuzüglich einer Zone von 500 m Breite um den Ortsteil herum. Durch diese  Zone werden kleine Teile der Gemeinden Wadersloh (Kreis Warendorf), Langenberg (Kreis Gütersloh) und Rheda-Wiedenbrück (Kreis Gütersloh) erfasst.
Die Sorte wurde um 1790 von Amtsschreiber Ludwig Niedieck von einer Reise nach Südfrankreich und Spanien mitgebracht und in Stromberg heimisch gemacht. Nach Niedieck ist eine Straße im Ort benannt. 
Die Frucht ist bei niedrigem Wasseranteil mildaromatisch mit wenig Säuren. Der Stein löst sich gut, was sie zum Kochen und Backen besonders geeignet macht. Ihr hoher Zuckergehalt macht sie auch gut zum Brennen tauglich.

## Anbau

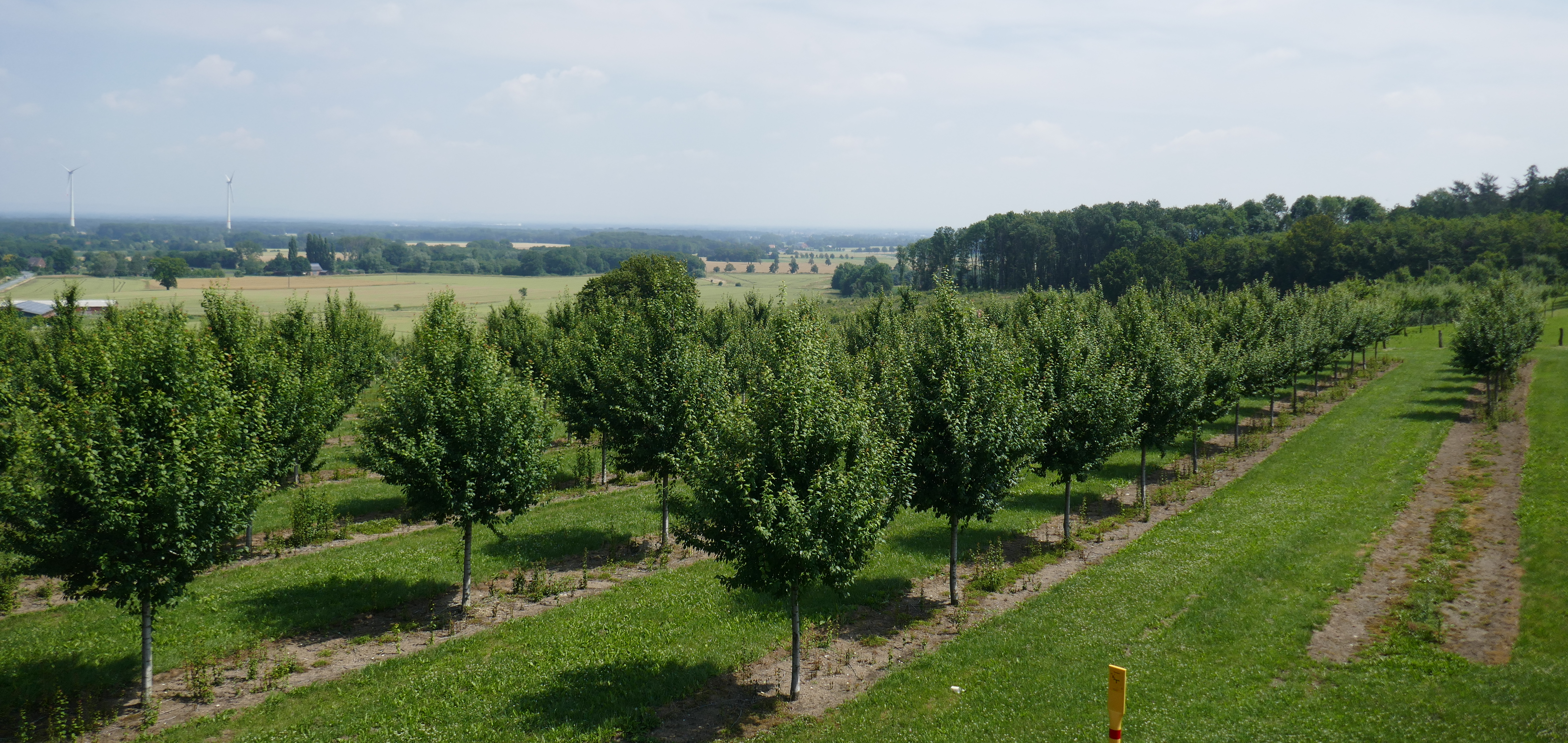
Anbaugebiet der Stromberger Pflaume

Der Mergelboden und die besonderen Klimaverhältnisse, der Ort liegt vor Nord- und Ostwinden geschützt im leicht hügeligen Winkel der Westfälischen Bucht, haben die Anpassung der Stromberger Pflaume begünstigt. Von etwa 15.000 Pflaumenbäumen werden jährlich etwa 650 t Pflaumen geerntet. Das ist fast ein Viertel der nordrhein-westfälischen Pflaumen- und Zwetschgenernte. Die Erzeuger haben sich 2008 zur Schutzgemeinschaft Stromberger Pflaume zusammengeschlossen, unter anderem, um die Anerkennung durch die EU zu erreichen. 2003 hatte die Gemeinschaft 25 Mitglieder. Der Schutz bezieht sich auf alle Arbeitsvorgänge im Zusammenhang mit der Pflaume im Ort und in einem Umkreis von 500 Metern.
An einem Wochenende Mitte September findet jährlich der zweitägige Stromberger Pflaumenmarkt mit der Wahl einer „Pflaumenkönigin“ statt.